# 선전 기법

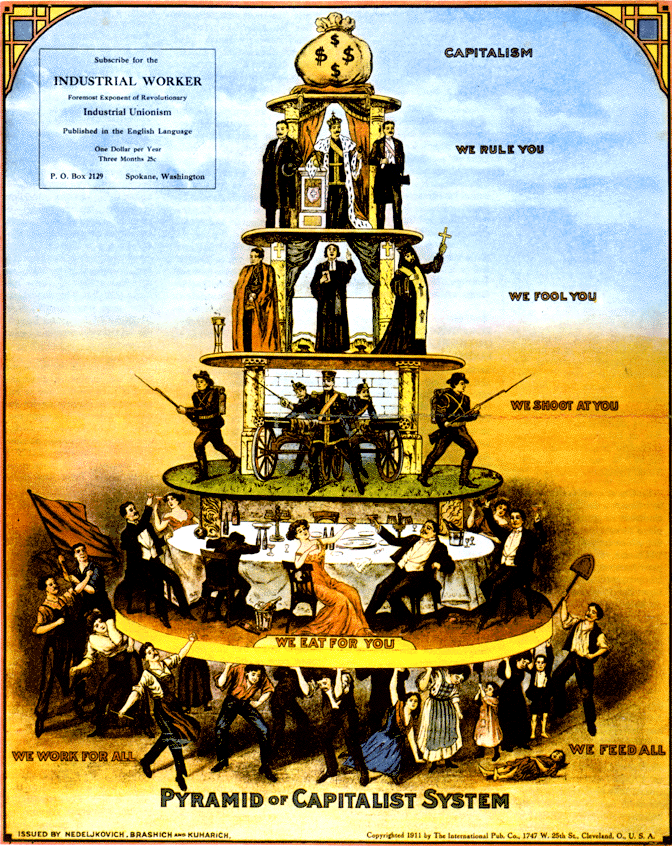
반자본주의 선전

사회 심리학 연구를 기반으로 한 많은 선전 기법이 선전을 생성하는 데 사용된다. 선전가는 때로는 설득력이 있지만 반드시 유효하지는 않은 주장을 사용하기 때문에 이러한 동일한 기술 중 많은 부분이 논리적 오류로 분류될 수 있다. 선전 기술은 남용하는 권력과 통제 전술에서 나온다.
조작은 조직적이거나 비조직적이거나, 의식적이든 무의식적이든, 정치적 또는 사회적 동기가 될 수 있다. 이 개념은 여론을 조작하기 위한 체계적인 국가 선전 (Edward Bernays)에서 "사회학적 선전"(통합의 선전)에 이르기까지, 조종당하고 자기 조종하려는 무의식적 욕망이 개인이 사회적으로 기대되는 생각과 행동 에 적응하도록 이끈다. ( Jacques Ellul ).

## 일반적 성질
비선전에서 선전으로의 전환은 유동적이다. 효과적인 조작은 그 효과를 펼치기 위해 비조작적 임베딩을 전제로 하며, 이것이 이러한 맥락에 대한 언급이 아직 의사소통 행위의 조작적 성격에 대한 논박이 아닌 이유이다.
선전은 여론 조작의 한 형태로 이해된다. 기호의 기호 조작은 본질적인 특성이다( "선전은 기호에 의한 조작의 주요 형태이다" ).
따라서 선전은 커뮤니케이션 연구, 특히 미디어 조작에 중점을 둔 미디어 영향 연구에서 연구되는 특별한 형태의 커뮤니케이션이다. 선전은 현실의 표현을 왜곡하는 것이 특징인 특정 유형의 커뮤니케이션이다.
선전 메시지를 전송하는 일반적인 미디어에는 뉴스 보고서, 정부 보고서, 역사 수정주의, 쓰레기과학, 책, 전단지, 영화, 소셜 미디어, 라디오, 텔레비전 및 포스터가 포함된다. 라디오 및 텔레비전의 경우, 선전은 뉴스, 시사 또는 토크쇼 부분에 광고 또는 공익 광고 발표 "스팟" 또는 장기 광고로 존재할 수 있다. 선전 캠페인은 종종 표적 집단을 세뇌시키기 위해 전략적 전달 패턴을 따른다. 이것은 비행기에서 떨어뜨린 전단지나 광고와 같은 단순한 전송으로 시작될 수 있다. 일반적으로 이러한 메시지에는 웹사이트, 핫라인, 라디오 프로그램 등을 통해 추가 정보를 얻는 방법에 대한 지침이 포함된다. 이 전략은 개인을 강화를 통해 정보 수신자에서 정보 추구자로, 그리고 세뇌를 통해 정보 추구자에서 오피니언 리더로 개인을 시작하려는 것이다.
정보 보급 전략은 선전 메시지 와 결합될 때만 선전 전략이 된다. 이러한 메시지를 식별하는 것은 해당 메시지가 전파되는 방법을 연구하는 데 필요한 전제 조건이다.

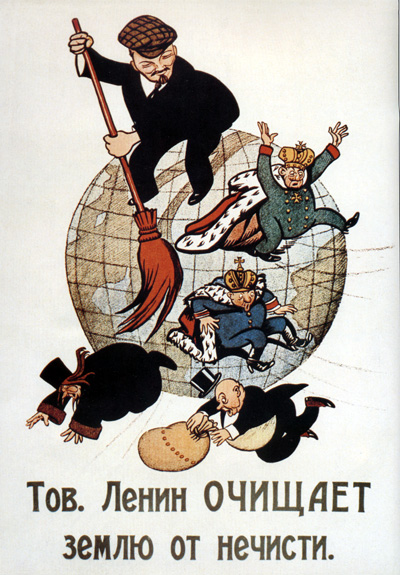
빅토르 데니 의 '레닌 동지가 더러운 지구를 청소하다'. 1920년 11월

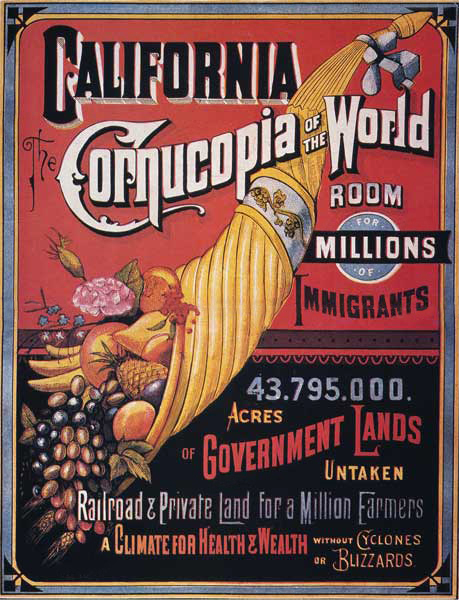
이민자들에게 캘리포니아로 이주하도록 촉구하는 선전, 1876년

### 심리적 측면
일부 기술은 정치 심리학, 특히 대중 심리학, 사회 심리학 및 인지 왜곡 연구를 포함하는 인지 심리학 내에서 심리학적으로 분류, 분석 및 해석된다.
정치 및 군사적 갈등과 관련하여 선전은 심리전 및 정보전의 일부로 간주되며, 이는 하이브리드 전쟁 및 사이버 전쟁 시대에 특히 중요하다.

### 논리와 수사학
일부 기술은 논리적 오류로 분류되는데, 그 이유는 선전이 심리적 효과를 가질 수 있지만 논리적으로 유효하지 않은 주장을 사용하기 때문이다.
수사학과 변증법에서 그것들은 궤변, 계략, 에릭스틱 계략으로 간주된다.

## 특정 기술

욕은 Graham의 비동의 계층에서 가장 낮은 수준이다.

학자들은 선전과 설득에 사용되는 많은 표준 기술을 확인했다.
대인 논증
상대방의 주장을 공격하는 것이 아니라 상대방을 공격한다.
지겨운 반복
이것은 아이디어의 지칠 줄 모르는 반복을 사용한다. 몇 번이고 반복되는 아이디어, 특히 단순한 슬로건은 진실로 받아들여지기 시작할 수 있다. 이 접근 방식은 미디어를 제한하거나 통제하는 선전가와 함께 더 효과적이다.
의제 설정
의제 설정은 "공공 의제 주제에 대한 중요성에 영향을 미칠 수 있는 [뉴스 미디어의] 능력"을 의미한다.  뉴스 항목이 자주 그리고 눈에 띄게 다루어지면 청중은 그 문제를 더 중요하게 여길 것이다.
권위에 호소
권위에 호소하는 것은 입장, 아이디어, 주장 또는 행동 방침을 지지하기 위해 저명한 인물을 인용한다.
두려움에 호소
공포에 대한 호소는 일반 대중에게 불안과 공포를 심어 지지를 구축하려고 한다.
편견에 호소
명제를 믿는 데 가치나 도덕적 선을 부여하기 위해 적재적이거나 감정적인 용어를 사용한다.
군중
밴드왜건(Bandwagon)과 "불가피한 승리" 어필은 타겟 청중이 "다른 모든 사람들이 취하는" 행동에 동참하도록 설득하려고 시도한다.
- 필연적인 승리 : 이미 밴드웨건에 있지 않은 사람들을 특정 승리로 향하는 길에 이미 합류하도록 초대한다. 밴드왜건에 이미 또는 적어도 부분적으로 참여하고 있는 사람들은 탑승을 유지하는 것이 최선의 조치임을 확신한다. (예: "토론이 끝났다. 중요한 사람 거의 모두가 내 말에 동의한다." )
- 군중에 합류하기 : 이 기술은 사람들이 이기고자 하는 자연스러운 욕망을 강화한다. 이 기법은 청중에게 프로그램이 저항할 수 없는 대중 운동의 표현이며 참여하는 것이 가장 큰 이익임을 확신시키는 데 사용된다.

가인
유명인을 다루거나 매력적이고 행복한 사람들을 묘사하는 선전 유형. 이것은 사람들이 제품을 사거나 특정 이념을 따르면 행복하거나 성공할 것임을 암시한다. (이는 정치적인 이유보다는 제품 광고에 더 많이 사용된다. ) 일반적으로 정치적인 목적이 아닌 광고 목적으로 성적 흥분을 유발할 수도 있다. 예를 들어, 남성 타겟 고객에게 오토바이 브랜드를 홍보하는 메시지에는 성적 욕망을 타겟으로 하여 청중에게 더 매력적인 제품을 만들기 위해 광고 내에 성적으로 매력적인 비키니 입은 여성도 포함될 수 있다. 그러나 일부 증거에 따르면 대상 고객이 제품 자체보다 광고에서 성적으로 매력적인 사람들에게 너무 집중할 수 있기 때문에 제품을 판매하기 위해 성적 매력을 사용하는 것이 성공하지 못할 수 있다.
큰 거짓말
후속 조치를 정당화하는 복잡한 사건에 대한 반복적인 표현. 이러한 사건에 대한 설명에는 진실의 요소가 포함되어 있으며 "거대한 거짓말" 일반화는 병합되어 궁극적으로 근본적인 사건에 대한 대중의 정확한 인식을 대체한다. 제1차 세계 대전 후 독일군이 패배의 원인을 설명하면서 나치의 재 군사화와 보복을 정당화하는 근거가 되었다.
흑백 오류
제품이나 아이디어가 더 나은 선택으로 전파되는 두 가지 선택만 제시한다.
체리 피킹
제2차 세계 대전 중 연합군 최고 본부 (SHAEF)의 심리전 사단 (PWD) 부국장인 Richard Crossman 은 "선전에서 진실은 대가를 치르게 된다. . . 뛰어난 선전가를 직업적인 거짓말쟁이로 생각하는 것은 완전한 착각이다. 훌륭한 선전가는 진실을 말하거나 자신의 목적에 필요한 진실을 선택하고 수신자가 자신이 선전을 받고 있다고 생각하지 않는 방식으로 말하는 사람이다. . . [. . . ] 선전의 기술은 거짓말이 아니라 내가 원하는 진실을 골라 청중이 듣고 싶어하는 진실을 섞어주는 것이다."
고전적 조건형성
인간을 포함한 모든 척추동물은 고전적 조건형성에 반응한다. 즉, B가 있을 때 A가 항상 존재하고 B가 물리적 반응(예: 혐오감, 쾌락)을 일으키면 B가 없는 상태에서 대상 A가 제시될 때 동일한 반응이 경험될 것이다.
인지 부조화
사람들은 일관성을 원한다. 여론 조사원이 특정 집단의 사람들이 그의 상원 의원 후보를 미워하지만 배우 A를 사랑한다는 사실을 발견했다고 가정해 봅시다. 그들은 사람들이 불일치를 용인할 수 없기 때문에 배우 A의 후보자 지지를 이용하여 사람들의 마음을 변화시킨다. 그들은 배우를 싫어하거나 후보자를 좋아하도록 강요받는다.
일반 사람
" 평범한 사람들 " 또는 "일반인" 접근 방식은 선전가의 입장이 사람들의 상식을 반영한다고 청중을 설득하려고 시도한다. 대상 청중의 일반적인 방식과 스타일로 의사 소통하여 청중의 신뢰를 얻을 수 있도록 설계되었다. 선전가는 평범한 사람의 관점과 자신의 관점을 동일시하기 위해 일상적인 언어와 버릇을 사용한다. 이러한 유형의 선전의 일반적인 예는 일상적인 일을 하는 뒤뜰이나 상점에서 일반적으로 배치를 위해 출마하는 정치인이다. 이 이미지는 일반 사람들에게 어필한다. 평범한 사람들의 장치로 선전가는 이상한 소리, 지적인 말, 말 또는 버릇을 싫어하거나 불신하는 사람들의 신뢰를 얻을 수 있다." 예를 들어, 미국 남부 군중에게 연설하는 정치인은 " Y'all "과 같은 단어 및 기타 구어체를 통합하여 소속감을 형성할 수 있다.
개인 숭배
개인 숭배는 개인이 매스 미디어를 사용하여 종종 의심할 여지 없는 아첨과 칭찬을 통해 이상화되고 영웅적인 대중 이미지를 만들 때 발생한다. 그런 다음 영웅 성격은 선전가가 승진하고자 하는 입장을 옹호한다. 예를 들어, 현대 선전가는 인기 있는 인물을 고용하여 아이디어 및 제품을 홍보한다.
적의 악마화
반대 국가, 다른 민족 그룹 또는 반대 관점을 지지하는 개인을 인간 이하로 보이게 만든다.
사기 저하
적에 대한 선전으로 투지를 약화시키고 항복 또는 이탈을 조장한다.
받아쓰기
이 기술은 이미지와 단어를 사용하여 청중에게 정확히 어떤 조치를 취해야 하는지 알려주고 다른 가능한 선택을 제거함으로써 의사 결정 과정을 단순화하기를 희망한다. 권위 수치는 명령을 내리는 데 사용할 수 있으며 권위에 호소하는 기술과 중복되지만 반드시 그런 것은 아니다.
그릇된 정보
개인이나 단체의 사건이나 행위를 허위로 기록할 목적으로 사진·동영상·방송·음반 및 인쇄물을 위조하는 것을 포함하여 공공기록물에서 정보를 생성 또는 삭제하는 행위
분할통치
정치와 사회학의 분단과 지배는 더 큰 권력의 집중을 개별적으로는 전략을 실행하는 것보다 더 적은 권력을 가진 조각으로 쪼개어 권력을 획득하고 유지하는 것이다.
머리부터 들이미는 기술
사람의 수용 범위를 높이는 데 사용된다. 예를 들어, 영업 사원이 항목을 $100에 판매하고 싶지만 대중이 $50만 지불할 의향이 있는 경우 영업 사원은 먼저 항목을 더 높은 가격(예: $200)으로 제공한 다음 가격을 $100로 줄여서 좋은 거래과 같이 보이게 한다. .
불쾌감
부정적인 의미를 지닌 표현이다. 완곡어의 반대이다.
완곡 어법
완곡어법은 불쾌감을 주거나 불쾌한 것을 암시하는 단어 대신 사용되는 일반적으로 무해한 단어 또는 표현이다.
행복감
행복감이나 행복감을 불러일으키는 이벤트를 사용하거나, 사기를 높이기 위해 호소력 있는 이벤트를 사용한다. 행복감은 휴일을 선언하거나, 사치품을 제공하거나, 행진 밴드와 애국 메시지가 있는 군사 퍼레이드를 통해 만들 수 있다.
과장
과장(또는 과장법)은 진술의 가장 기본적인 측면이 사실이지만 어느 정도만 사실일 때 발생한다. 또한 "진실을 확장"하거나 무언가를 실제보다 더 강력하고 의미 있고 실제적으로 보이게 하는 것으로 간주된다. 파티에서 실제로 7~8개를 먹었을 때 20개의 춘권을 먹었다고 하면 과장이라고 할 수 있다.
거짓 비난
거짓 고발은 사실이 아니거나 사실로 뒷받침되지 않는 불법 행위에 대한 주장 또는 주장이다. 일상 생활에서 비공식적으로, 준사법적으로 또는 사법적으로 다음과 같은 상황에서 사용할 수 있다.
두려움, 불확실성, 그리고 의심
때때로 FUD로 약칭되며, 그들의 믿음의 신뢰성을 훼손하기 위해 고안된 부정적이고 의심스러운/거짓 정보를 유포함으로써 대중의 인식에 영향을 미치려는 시도이다.
거짓의 소방호스
다수의 메시지가 진실이나 일관성을 고려하지 않고 여러 채널(예: 뉴스 및 소셜 미디어 )을 통해 빠르고 반복적이며 지속적으로 방송되는 선전 기법이다.
깃발을 흔들기
한 사람을 더 애국자로 만들거나 어떤 식으로든 그룹, 국가 또는 아이디어에 도움이 된다는 근거로 행동을 정당화하려는 시도. 이 기법이 고취하려는 애국심은 문제의 문제를 합리적으로 검토할 수 있는 능력을 반드시 감소시키거나 완전히 생략하지 않을 수 있다.
문에 발을 들여놓는 기술
채용 담당자와 영업 사원이 자주 사용한다. 예를 들어 가해자는 피해자에게 다가가 꽃을 꽂거나 피해자에게 작은 선물을 준다. 피해자는 고맙다고 말했고 지금은 가해자에게 심리적인 빚을 지고 있다. 그 사람은 결국 더 큰 호의를 구한다(예: 기부 또는 훨씬 더 비싼 것을 구매). 피해자와 가해자 사이의 불문명한 사회 계약은 피해자가 더 큰 호의를 베풀거나 더 비싼 선물을 사는 데 동의함으로써 보답해야 한다는 의무감을 느끼게 한다.
프레이밍
프레이밍은 종종 매스 미디어 소스, 정치 또는 사회 운동, 정치 지도자 또는 기타 행위자와 조직에 의해 사회 현상 의 사회적 구성이다. 그것은 단어나 구에 기인한 의미에 대한 개인의 인식에 대한 선택적인 영향의 불가피한 과정이다.
가스라이팅
지속적인 부정, 잘못된 지시, 모순, 거짓말을 사용하여 대상 개인이나 그룹에게 의심의 씨앗을 뿌리고 그들이 자신의 기억, 인식, 온전함 및 규범에 의문을 제기하도록 한다.
기쉬 갤럽
토론 중에 상대방이 무슨 말을 하고 있는지 모르는 것처럼 보이게 하기 위해 정치적인 상대에게 불쾌할 정도로 복잡한 질문을 던지며 재빨리 공격한다.
빛나는 일반성
반짝이는 일반성은 제품이나 아이디어에 적용되지만 구체적인 주장이나 분석을 제시하지 않는 감정적으로 호소력 있는 단어이다. 이 기술은 PT 바넘 효과라고도 한다. (예: 광고 캠페인 슬로건 "Ford has a better idea!" )
연좌 또는 Reductio ad Hitlerum 에 의한 죄책감
이 기술은 대상 청중이 미워 하거나 두려워 하거나 경멸 하는 그룹에게 아이디어가 인기가 있다고 제안하여 대상 청중이 행동이나 아이디어를 승인하지 않도록 설득하는 데 사용된다. 따라서 특정 정책을 지지하는 그룹이 바람직하지 않거나 전복 적이거나 경멸적인 사람들이 동일한 정책을 지지한다고 믿게 되면 해당 그룹의 구성원은 원래 입장을 변경하기로 결정할 수 있다. 이것은 A가 X를 포함하고 B가 X를 포함한다고 말하는 잘못된 논리의 한 형태이므로 A = B이다.
반쪽 진실
반쪽 진실은 진실의 일부 요소를 포함하는 기만적인 진술이다. 진술은 부분적으로 사실일 수도 있고, 진술이 완전히 사실일 수도 있지만 전체 진실의 일부일 수도 있으며, 특히 의도가 다음과 같은 경우 부적절한 구두점이나 이중 의미와 같은 일부 기만적 요소를 사용할 수 있다. 진실을 속이거나, 회피하거나, 비난하거나, 왜곡한다.
정보 과부하
"정보 과부하는 비밀과 같은 효과를 가질 수 있으며, 확실히 단기적으로는 확실하며 오늘날 민주주의 국가에서는 더 효과적인 것으로 간주될 수 있다." "정보 과부하가 발생하면 의사결정 품질의 저하가 발생할 가능성이 있다." "현대 기술에 의해 생성된 정보의 과잉은 [...] 수신기를 수동적으로 만들 위협한다. 과부하로 인해 이탈이 발생한다."
의도적인 모호함
일반성은 의도적으로 모호하여 청중이 자신의 해석을 제공할 수 있다. 의도는 타당성을 분석하거나 합리성 또는 적용을 결정하려고 시도하지 않고 정의되지 않은 구문을 사용하여 청중을 이동시키는 것이다. 의도는 단순히 명시적인 아이디어를 제시하기보다 사람들이 자신의 해석을 이끌어 내도록 하는 것이다. 선전을 "파악"하려고 할 때 청중은 제시된 아이디어에 대한 판단을 포기한다. 그들의 타당성, 합리성 및 적용은 여전히 고려될 수 있다.
레이블링
인구의 "라벨", "카테고리" 또는 "파벌"을 만들면 실제로 법적 명예 훼손을 일으키지 않고 개인을 고양시키거나 명예를 훼손할 수 있기 때문에 이러한 더 큰 단체의 예를 만드는 것이 훨씬 쉽다. 레이블링 은 또 다른 논리적 오류인 연관에 의한 죄책감 의 하위 집합으로 생각할 수 있다.
수락의 위도
개인의 메시지가 개인과 그룹이 수용할 수 있는 범위를 벗어난 경우 대부분의 기술은 심리적 반응을 일으킬 것이다(단순히 주장을 듣는 것은 메시지를 수용하기 어렵게 만든다). 허용 범위를 늘리는 두 가지 기술이 있다. 첫째, 좀 더 온건한 입장을 수용할 수 있는 것처럼 보이게 하는 훨씬 더 극단적인 입장을 취할 수 있다. 이것은 문에 얼굴을 대고 기술하는 것과 유사하다. 또는 자신의 위치를 수용 범위의 가장자리로 조정한 다음 시간이 지남에 따라 이전에 유지되었던 위치로 천천히 이동할 수 있다.
유도적 언어
예를 들어 변화와 같은 중립적인 단어보다는 개혁이라는 단어를 사용하여 청중에게 영향을 미치기 위해 강한 정서적 함의를 지닌 특정 단어와 문구가 사용 된다.
애정 폭격
개인 그룹이 기존의 사회적 지원에서 사람을 차단하고 그 사람을 이전의 사람들로부터 격리시키기 위해 의도적으로 애정을 포격하는 그룹의 구성원으로 완전히 대체하도록 하여 이단이나 이념에 회원을 모집하는 데 사용된다. 신념과 가치 체계.
거짓말과 속임수
거짓말과 속임수는 대인 논증, 큰 거짓말, 명예 훼손, 대면, 반쪽 진실, 욕설 또는 부정직이나 기만에 기반한 기타 기술을 포함한 많은 선전 기술의 기초가 될 수 있다. 예를 들어, 많은 정치인들이 자주 진실을 왜곡하거나 깨뜨리는 것으로 밝혀졌다.
뉴스 관리
이 아이디어는 고전적 조건화의 원칙과 "메시지에 머물기"의 아이디어와 일치한다.
환경 제어
사회적 압력을 이용하여 사회적 환경과 사상을 통제하려는 시도
최소화
최소화는 과장의 반대이다. 이것은 완전한 부정이 타당하지 않은 상황에서 합리화와 결합된 부정 을 포함하는 일종의 속임수이다.
인신 공격
선전가는 이름을 부르는 기술 을 사용하여 청중에게 두려움을 불러일으키고 편견을 불러일으키는데, 그 의도는 나쁜 이름이 청중으로 하여금 선전가가 청중이 비난하기를 바라는 신념이나 아이디어의 그룹이나 집합에 대해 부정적인 의견을 구성하게 할 것이라는 의도이다. 이 방법은 사실에 대한 공정한 검토와는 별도로 문제에 대한 결론을 유도하기 위한 것이다. 따라서 이름을 부르는 것은 그 자체의 장점에 대한 아이디어나 믿음에 반대하는 합리적이고 사실에 근거한 주장을 대신하는 것이다.
잘못된 결론
논리적 오류의 한 유형으로, 결론을 정당화하지 않는 논증으로 결론을 내린다.
난독화, 의도적 모호성, 혼란
일반성은 의도적으로 모호하여 청중이 자신의 해석을 제공할 수 있다. 의도는 타당성을 분석하거나 합리성 또는 적용을 결정하려고 시도하지 않고 정의되지 않은 구문을 사용하여 청중을 이동시키는 것이다. 의도는 단순히 명시적인 아이디어를 제시하기보다 사람들이 자신의 해석을 이끌어 내도록 하는 것이다. 선전을 "파악"하려고 할 때 청중은 제시된 아이디어에 대한 판단을 포기한다. 그들의 타당성, 합리성 및 적용은 여전히 고려될 수 있다.
조작적 조건화
조작적 조건화는 모방을 통한 학습을 포함한다. 예를 들어, 매력적인 사람이 제품을 구매하거나 직위를 보증하는 것을 보는 것은 제품을 구매하거나 직위를 보증하는 사람을 가르친다. 조작적 조건화는 메스꺼움, 슬로건 및 기타 반복적인 홍보 캠페인 이면의 기본 원칙이다.
지나치게 단순화
유리한 일반성은 복잡한 사회적, 정치적, 경제적 또는 군사적 문제에 대한 간단한 답변을 제공하는 데 사용된다.
손짓
오도하기 위해 선택적으로 진실한 진술을 적극적으로 사용한다.
특이한 생각
지나치게 단순한 문구나 주장(예: "전쟁 외에는 대안이 없다")을 사용하여 토론을 강제로 축소. )
문맥에 맞지 않는 인용
의미를 바꿀 수 있는 인용구의 선택적 편집. 상대방이나 반대하는 정치적 관점의 신용을 떨어뜨리기 위해 고안된 정치 다큐멘터리는 종종 이 기법을 사용한다.
합리화
개인이나 그룹은 의심스러운 행동이나 신념을 합리화하기 위해 유리한 일반성을 사용할 수 있다. 그러한 행동이나 신념을 정당화하기 위해 모호하고 유쾌한 문구가 자주 사용된다.
훈제 청어
설득력이 있지만 당면한 주장과 관련이 없는 데이터나 문제를 제시하고 그것이 주장을 정당화한다고 주장한다.
되풀이
특정 기호나 슬로건을 청중이 기억할 수 있도록 반복하는 것이다. 이것은 징글의 형태이거나 사진/장면의 거의 모든 부분에 배치된 이미지일 수 있다. 여기에는 선전에 잠재의식의 문구, 이미지 또는 기타 콘텐츠를 사용하는 것도 포함된다.
희생양
개인이나 그룹에 책임을 전가 함으로써 책임 있는 당사자의 죄책감을 완화하고 책임이 할당된 문제를 해결해야 할 필요성에서 주의를 산만하게 한다.
슬로건
슬로건은 레이블 지정 및 고정 관념을 포함할 수 있는 짧고 눈에 띄는 문구이다. 슬로건은 합리적인 아이디어를 지원하기 위해 사용될 수 있지만 실제로는 감정적 호소로만 작용하는 경향이 있다. 미국의 이라크 침공과 점령에 반대하는 사람들은 "석유를 위한 피로"라는 슬로건을 사용하여 침공과 그로 인한 인명 손실이 이라크의 풍부한 석유에 접근하기 위해 행해진 것이라고 제안한다. 반면 미국이 이라크에서 계속 싸워야 한다고 주장하는 지지자들은 철수가 비겁하거나 약하다는 의미로 '컷 앤드 런(cut and run)'이라는 슬로건을 사용한다. 유사하게, " 영구적 자유 " 또는 " 정당한 이유 "와 같은 군사 캠페인의 이름도 사람들에게 영향을 미치기 위해 고안된 슬로건으로 간주될 수 있다.
비방
비방은 부정적인 선전을 제안하여 누군가의 평판을 손상시키거나 의심을 일으키려는 노력이다. 개인 또는 그룹에 적용할 수 있다.
고정 관념, 호칭 또는 레이블 지정
이 기술은 선전 캠페인의 대상을 대상 청중이 두려워하거나, 싫어하거나, 싫어하거나, 바람직하지 않다고 생각하는 것으로 레이블을 지정하여 청중에게 편견을 불러일으키려고 시도한다. 예를 들어, 외국이나 사회 집단에 대한 보도는 전체 국가나 집단을 대표하는 것과는 거리가 멀더라도 독자가 기대하는 고정관념에 초점을 맞출 수 있다. 그러한 보고는 종종 일화에 초점을 맞춘다. 전쟁 포스터를 포함한 그래픽 선전에서 여기에는 고정관념적인 인종 특징을 가진 적을 묘사하는 것이 포함될 수 있다.
허수아비 논증
허수아비 논증은 상대방의 입장을 잘못 표현한 비공식적 오류이다. "밀짚 사나이를 공격하다"는 것은 표면적으로 유사한 명제("밀짚 사나이")를 대체하여 명제를 논박하고 원래의 입장을 실제로 논박한 적이 없이 그것을 논박함으로써 명제를 논박한 환상을 만드는 것이다.
증언
증언은 특정 정책, 조치, 프로그램 또는 성격을 지지하거나 거부하기 위해 특히 인용된 문맥 안팎의 인용문이다. 발언한 개인의 평판이나 역할(전문가, 존경받는 공인 등)을 악용하는 행위. 평가는 선전 메시지에 존경받는 사람이나 권위자의 공식 승인을 표시한다. 이것은 대상 청중이 권위와 동일시하거나 권위자의 의견과 신념을 자신의 것으로 받아들이도록 하기 위한 노력으로 수행된다.
타사 기술
사람들은 결과에 이해 관계가 있는 사람보다 겉보기에 독립적인 정보 출처의 주장을 더 기꺼이 받아들인다는 원칙에 따라 작동한다. PR(홍보) 회사에서 일반적으로 사용하는 마케팅 전략으로 "미디어의 입"에 미리 계획된 메시지를 삽입한다. 제3자 기술은 언론인을 고용하여 조직을 호의적으로 보고하는 것부터 조직 내 과학자를 사용하여 대중에게 불리한 결과를 발표하는 것까지 다양한 형태를 취할 수 있다.
생각을 끝내는 클리셰
인지 부조화를 진압하는 데 사용되는 일반적으로 사용되는 문구, 때로는 민속 지혜로 전달된다.
연상
연상 이라고도 하는 이것은 사람, 개체, 대상 또는 가치의 긍정적 또는 부정적 특성(찬양 또는 비난)을 다른 사람에게 투영하여 두 번째를 더 수용 가능하게 하거나 신용을 떨어뜨리는 기술이다. 그것은 감정적인 반응을 불러일으키고 대상이 인정받은 권위자와 동일시하도록 자극한다. 종종 매우 시각적인 이 기술은 다른 시각적 이미지 위에 겹쳐진 기호(예: 나치 독일에서 사용된 만자, 원래 건강과 번영의 상징)를 종종 사용한다.
명시되지 않은 가정
이 기술은 선전 개념이 명시적으로 언급될 경우 덜 신뢰할 수 있는 것처럼 보일 때 사용된다. 대신 개념이 반복적으로 가정되거나 암시된다.
미덕
이것은 사람이나 문제에 부착될 때 긍정적인 이미지를 생성하는 대상 청중의 가치 체계에 있는 단어이다. 평화, 희망, 행복, 안전, 현명한 리더십, 자유, "진실" 등은 덕목이다. 많은 사람들은 종교성 을 미덕으로 여기며, 이러한 자질에 대한 연관성을 효과적으로 유익하게 만든다.
그쪽이야말로주의
Whataboutism은 특히 소련과 러시아의 선전과 관련된 주장을 직접 반박하거나 반증하지 않으면서 상대방의 입장을 위선으로 비난함으로써 상대방의 입장을 불신하게 하려는 피장파장 논리 오류의 변형이다.